# Susan Rice
Susan Elizabeth Rice, född 17 november 1964 i Washington, D.C., är en amerikansk demokratisk politiker och diplomat.
Rice avlade grundexamen 1986 i historia vid Stanford University. Hon avlade sedan master- och doktorsexamina vid Oxfords universitet i England.
Hon var USA:s FN-ambassadör 2009–2013. Hon var den första afroamerikanska kvinnan på den posten (tredje kvinna och fjärde afroamerikan). USA:s senat godkände enhälligt hennes utnämning den 22 januari 2009.
Den 1 juli 2013 efterträdde hon Thomas E. Donilon som USA:s nationella säkerhetsrådgivare vilket hon var till utgången av Barack Obamas presidentperiod i januari 2017.
I september 1992 gifte sig Rice med Ian Officer Cameron. Paret har två barn: en dotter och en son.